# Sabata (trilogia)
Sabata és una trilogia de pel·lícules de spaghetti western, dirigida per Frank Kramer, àlies Gianfranco Parolini, estrenades entre 1969 i 1971. La primera pel·lícula de la sèrie, estrenada el 1969, amb Lee Van Cleef, es presenta com una semiparòdia de les pel·lícules de Sergio Leone o de Sergio Corbucci. Les pel·lícules que integren la trilogia són Sabata (pel·lícula) (1969), Adéu, Sabata (1970); i El retorn de Sabata (1971). Va conèixer força èxit perquè se'n van realitzar dues continuacions. A la segona part, és Yul Brynner que interpreta el paper de Sabata, atès que Lee Van Cleef havia signat per a una altra pel·lícula, The Magnificent Seven Ride, (on reprenia el paper del xèrif Chris Adams creat per Yul Brynner en Els set magnífics el 1960). En l'última, Van Cleef tornà al personatge, novament.
El personatge de Sabata inspirà altres westerns de la mateixa època:
- Lo irritarono i Santana fece piazza pulita de Rafael Romero-Marchent - 1970
- Arriva Sabata! de Tulio Demicheli - 1970
- Wanted Sabata de Roberto Mauri - 1970
- Abre tu fosa, amigo... llega Sábata de Joan Bosch - 1970
- La diligencia de los condenados de Joan Bosch - 1970
- Quel maledetto giorno della resa dei conti de Sergio Garrone - 1971
- I due figli di Trinità d'Osvaldo Civirani - 1972

Així com un film eròtic franco-belga, Les Filles du Golden Saloon de Gilbert Roussel el 1975